# Polypedates megacephalus
Polypedates megacephalus é uma espécie de anfíbio anuro da família Rhacophoridae. Está presente em China, Guam, Hong Kong, Índia, Japão, Macau, Myanmar, Taiwan, Tailândia, Vietnam. Foi introduzida em Japão, Guam.